# バンピー・ジョンソン
エルズワース・レイモンド・バンピー・ジョンソン（1905年10月31日 - 1968年7月7日）は、ニューヨーク市のハーレム地区に拠点を置いていたアメリカ黒人の麻薬密売人。

## 生い立ち
ジョンソンは1905年10月31日にサウスカロライナ州チャールストンでマーガレット・モールトリーとウィリアム・ジョンソンの間に生まれた。彼が10歳のとき、彼の兄のウィリーは白人殺害の容疑で起訴された。私刑を恐れた両親は、ウィリーを北部に送って親戚と暮らすため、家を抵当に入れた。ジョンソンのニックネーム「バンピー」は、彼の後頭部にあったコブに由来している。ジョンソンの成長に伴い、彼の両親は彼の短気さと白人に対する横柄な態度を心配し、1919年に彼は姉のメイベルと一緒に暮らすためにハーレムへ送られた。ジョンソンは高校を中退し、人には言えないような仕事を始めた。ギャングのウィリアム・ヒューエットは彼に感づいた。ジョンソンはそれから、彼に奉仕した。これが彼の長い犯罪者人生の始まりである。

## 犯罪歴
ジョンソンは、ナンバーゲームの女王ことステファニー・セントクレア夫人の仲間となった。彼は1930年代にセントクレアの幹部級の子分(Principal Lieutenant)になった。ジョンソンとセントクレアは、ニューヨークのギャングのボス、ダッチ・シュルツとの抗争を始めた。抗争は40人以上の殺人と数人の誘拐をもたらしたが最終的な結果は引き分けで終わった。
1952年、ジョンソンの活動はジェットの「有名人セクション」で報告された。その同じ年、ジョンソンはヘロインの密造・密売について懲役15年の有罪判決を言い渡された。2年後、ジェットは裁判で、ジョンソンの控訴が棄却された後に判決が言い渡されたと報告している。彼はその期間の大部分をカリフォルニア州サンフランシスコ湾のアルカトラズ刑務所で受刑者第1117号として務め、1963年に仮釈放された。
ジョンソンは40回以上逮捕され、麻薬関連の罪で2回の刑期に服した。1965年12月、ジョンソンは警察署で座り込みストライキを行い、彼らの継続的な監視に対する抗議として立ち去ることを拒否した。彼は「警察署を離れることを拒否した」罪で起訴されたが、無罪となった。
ジョンソンは、1968年7月7日に62歳でうっ血性心不全で亡くなったが、その時でさえ麻薬の流通に関して起訴されていた。彼は午前2時直前にハーレムのウェルズレストランにいた。そしてウェイトレスは、彼が自分の胸を抑えてかがんだとき、ちょうど彼にコーヒー、チキンレッグ、そしてホミニーグリッツを提供していた。彼はニューヨーク市ブロンクスのウッドローン墓地に埋葬されている。
ジョンソンは、初めて会ってからわずか6か月でメイム・ハッチャーと結婚した。彼らは1948年10月に結婚した。ジョンソンには2人の娘、ルーシーとイリースが生まれた。彼の妻は2009年5月に94歳で亡くなった。

## 大衆文化に与えた影響
- 1971年の映画「シャフト」では、モーゼスガンが、ジョンソンをベースにしたキャラクター「バンピー・ジョナス」を演じている[13]。
- 1972年の映画「ハーレム愚連隊」のタイトルキャラクターは、ジョンソンをモデルにしている[14]。
- 1979年の映画「アルカトラズからの脱出」では、ポール・ベンジャミンがジョンソンを演じている。
- 1984年の映画「コットンクラブ」では、ローレンス・フィッシュバーンがバンピー・ジョンソンをベースにしたキャラクター「バンピー・ロードス」を演じている[15]。
- 1997年の映画「奴らに深き眠りを」では、再びフィッシュバーンがジョンソンを演じている。
- 1999年の映画「エディ&マーティンの逃走人生」では、ミュージシャンのリック・ジェームスが、バンピー・ジョンソンからインスピレーションを得たハーレムギャング「スパンキー・ジョンソン」を演じている。
- 2007年の映画「アメリカン・ギャングスター」では、クラレンス・ウィリアムズ3世がジョンソンを演じている。